# Al-Kasabijja
Al-Kasabijja (arab. القصابية) – wieś w Syrii, w muhafazie Idlib. W 2004 roku liczyła 650 mieszkańców.